# المفاعلات البحرية للولايات المتحدة

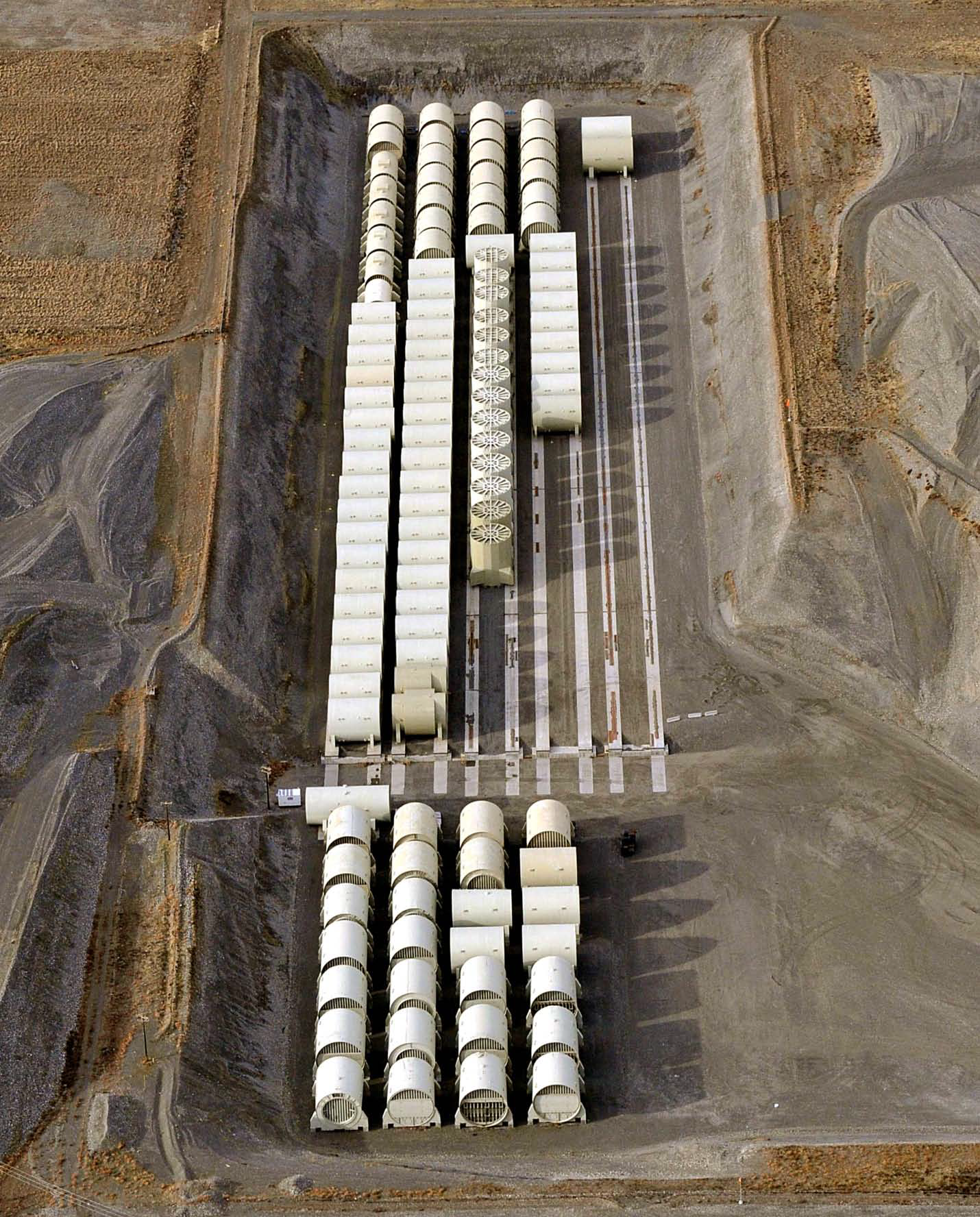
موقع التخلص من المفاعلات البحرية

المفاعلات البحرية للولايات المتحدة هي مفاعلات نووية حيث تمتلك هذه المفاعلات النووية البحرية محطة طاقة كاملة مرتبطة بها.

## نبذة
جميع الغواصات وحاملات الطائرات فائقة السرعة التابعة للبحرية الأمريكية والتي بنيت منذ عام 1975 تعمل بالطاقة النووية بواسطة المفاعلات البحرية. وكانت القطع البحرية الأمريكية التي تعمل بالطاقة النووية تسعة طرادات تستخدم هذه المفاعلات الا انه تم إيقافها وتم تصميم مفاعلات متطورة من قبل مجموعة متنوعة من الشركات وتطويرها واختبارها بواسطة مختبر بتيس للطاقة الذرية.

## تسمية المفاعل
يتم إعطاء كل تصميم مفاعل ثلاثة أحرف حيث تم تصميم حرف لنوع القطعة البحرية كالتالي:
- "A" حاملة الطائرات
- "C" طراد
- "D" مدمرة
- "S" غواصة

## التاريخ
بدأ التحليل امفاهيم الدفع البحري النووي في أربعينيات القرن العشرين حيث وجدت بحوث حول تطوير مفاعلات نووية للبحرية في مختبر بتيس الطاقة الذرية في غرب ميفلين بنسلفانيا في عام 1948 وتحت قيادة الأدميرال هيمان ريكوفر وهي أول محطة مفاعل اختبار بدأت في الولايات المتحدة في عام 1953 في مرفق المفاعلات البحرية في ولاية ايداهو.

## محطات توليد الطاقة
المفاعلات البحرية الأمريكية الحالية جميعها مفاعلات من نوع الماء المضغوط والتي تتشابه مع المفاعلات التجارية المنتجة للكهرباء باستثناء ما يلي:
المفاعلات ذات كثافة طاقة عالية و يورانيوم منخفض التخصيب (كما في بعض الغواصات الفرنسية و الصينية) أو اليورانيوم عالي التخصيب.